# Finow-Klasse
Die Finow-Klasse ist ein Schubboottyp der DDR-Binnenschifffahrt, der als Finowschuber (Projekt 1367) und Finowbugsierer (Projekt 1369) entwickelt und gebaut worden ist. Die Mehrzahl der insgesamt 110 gebauten Boote ist heute immer noch im Einsatz.

## Entwurf und Bau
Der Schiffkörper ist in Pontonform gefertigt und durch zwei Schotten in drei wasserdichte Abteilungen unterteilt: Maschinenraum, Besatzungsraum und Vorpiek. Der Decksaufbau ist aufgesetzt.
Angetrieben werden die Schubboote von einem Schiffsdieselmotor des Typs SKL 6 VD14,5/12-1 mit 73 kW (Projekt 1367) beziehungsweise des Typs 6 VD14,5/12-2 mit 103 kW (Projekt 1369), der jeweils auf einen Ruderpropeller (DDR-Fachsprache: Z-Antrieb) wirkt. Als Geschwindigkeit werden 9 km/h im Schubbetrieb und 12 km/h in der Alleinfahrt erreicht. Die noch im Dienst befindlichen Boote sind teilweise mit neuen Motoren ausgerüstet worden.
Gebaut wurden die Schubboote auf den Werften in Zehdenick (3 Boote im Zeitraum 1961–1965), Genthin (9 Boote im Zeitraum 1962–1988) und auf der VEB Yachtwerft Berlin (98 Boote im Zeitraum 1970–1989).

## Einsatz
Die Schubboote wurden vom VEB Binnenreederei Berlin, VEB Wasserstraßenbau, den Wasserstraßenämtern und weiteren Volkseigenen Betrieben und Institutionen zum Bugsieren und Schieben von Fahrzeugen ohne eigenen Antrieb eingesetzt.
Elf Einheiten wurden exportiert: 1974 fünf Boote nach Vietnam, 1987 ein Boot nach West-Berlin und 1989 fünf Boote in die Tschechoslowakei.
Seit der Wiedervereinigung Deutschlands sind die Schubboote als Bugsierer bei Reedereien, Wasserbauunternehmen und den Wasserstraßen- und Schifffahrtsämtern im Dienst.

## Technik

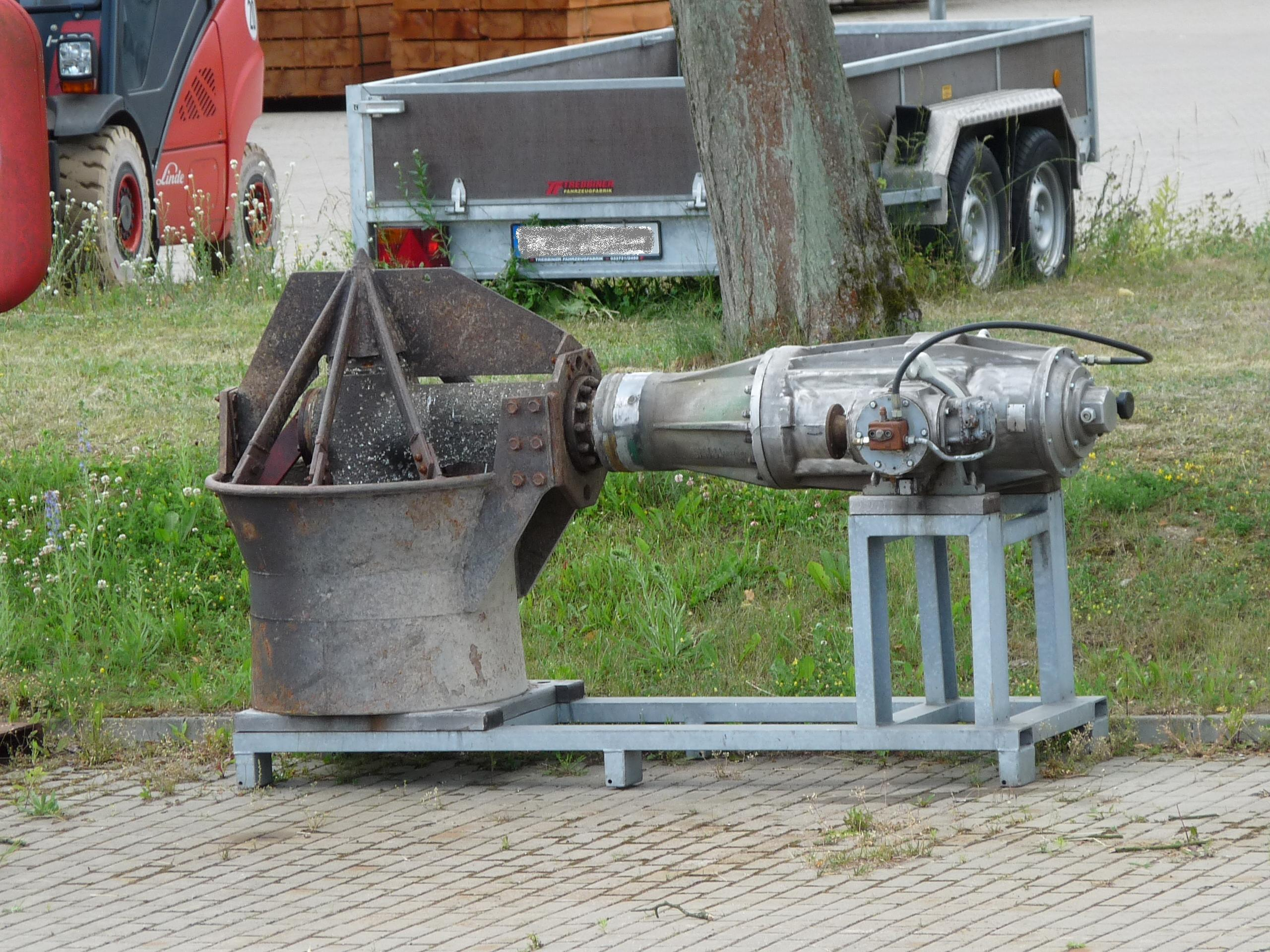
Abgelegter Z-Antrieb

Die in der DDR als Z-Antrieb bezeichnete Antriebsanlage wurde 1956 von der Firma Göbel und Preller aus Dresden entwickelt. Über Kardanwellen und schrägverzahnte Kegelräder wird die Motorleistung auf den Propeller in der Kortdüse übertragen. Die Kortdüse ist um 360 Grad drehbar.